# William Baeten
William Guido R Baeten (Genk, 7 febbraio 1997) è un calciatore belga, centrocampista dell'FCSB.

## Carriera
Cresciuto nelle giovanili di Genk e Sint-Truiden, ha iniziato a giocare nella terza divisione belga, vestendo le maglie di Dessel Sport e Patro Eisden. Nel 2020 viene acquistato dai rumeni dell'FCU Craiova, che al termine della stagione vince il campionato di seconda divisione e viene promosso in massima serie.

## Statistiche

### Presenze e reti nei club
Statistiche aggiornate al 18 giugno 2022.
| Stagione        | Squadra         | Campionato      | Campionato | Campionato | Coppe nazionali | Coppe nazionali | Coppe nazionali | Coppe continentali | Coppe continentali | Coppe continentali | Altre coppe | Altre coppe | Altre coppe | Totale | Totale |
| Stagione        | Squadra         | Comp            | Pres       | Reti       | Comp            | Pres            | Reti            | Comp               | Pres               | Reti               | Comp        | Pres        | Reti        | Pres   | Reti   |
| --------------- | --------------- | --------------- | ---------- | ---------- | --------------- | --------------- | --------------- | ------------------ | ------------------ | ------------------ | ----------- | ----------- | ----------- | ------ | ------ |
| 2016-2017       | Dessel Sport    | D3              | 27         | 2          | CB              | 2               | 1               |                    | -                  | -                  |             | -           | -           | 29     | 3      |
| 2017-2018       | Dessel Sport    | D3              | 23         | 4          | CB              | 0               | 0               |                    | -                  | -                  |             | -           | -           | 23     | 4      |
| 2018-2019       | Dessel Sport    | D3              | 14         | 0          | CB              | 2               | 1               |                    | -                  | -                  |             | -           | -           | 16     | 1      |
| 2019-2020       | Patro Eisden    | D3              | 21         | 1          | CB              | 0               | 0               |                    | -                  | -                  |             | -           | -           | 21     | 1      |
| 2020-2021       | FCU Craiova     | L2              | 14+9       | 1+1        | CR              | 1               | 0               |                    | -                  | -                  |             | -           | -           | 24     | 2      |
| 2021-2022       | FCU Craiova     | L1              | 24+8       | 5+2        | CR              | 1               | 0               |                    | -                  | -                  |             | -           | -           | 33     | 7      |
| Totale carriera | Totale carriera | Totale carriera | 140        | 16         |                 | 6               | 2               |                    | -                  | -                  |             | -           | -           | 146    | 18     |

## Palmarès

### Club

#### Competizioni nazionali
- Liga II: 1

FCU Craiova: 2020-2021